# طبیعت بی‌جان و باسمه ژاپنی
طبیعت بی‌جان و باسمهٔ ژاپنی نقاشی رنگ روغنی از پل گوگن در سبک نقاشی ژاپنی است که در سال ۱۸۸۹ میلادی کشیده شد. این نقاشی اکنون در موزه هنرهای معاصر تهران نگهداری می‌شود. قیمت آن در حدود ۴۵ تا ۵۵ میلیون دلار برآورد شده است.

## تاریخچه
گوگن در سال‌های ۱۸۸۴ تا ۱۸۸۹ تابلوهایی با تصویری از چاپ‌های چوبی اوکی‌یوئه ژاپنی در زمینه خلق کرد که طبیعت بی‌جان همراه با گلدانی شبیه به سر و باسمهٔ ژاپنی نیز یکی از این نقاشی‌ها بود. این تابلوها نشان‌دهندهٔ علاقهٔ او به چاپ‌های چوبی اوکی‌یوئه می‌باشند.
طبیعت بی‌جان و باسمهٔ ژاپنی را موزه هنرهای معاصر تهران  در سال ۱۹۷۶ به قیمت ۱.۴ میلیون دلار خریداری کرد.
طبیعت بی‌جان و باسمهٔ ژاپنی در زمان مدیریت محمود شالویی از سوی گالری تیت مدرن لندن و گالری ملی هنرهای واشنگتن برای نمایش در نمایشگاهی از کارهای گوگن درخواست شد که موزهٔ هنرهای معاصر تهران این درخواست را رد کرد.